# Wolf Aniol
Wolf Aniol (* 1944) ist ein deutscher Schauspieler und Hörspielsprecher.

## Leben
Wolf Aniol erhielt seine Ausbildung an der Max-Reinhardt-Schule für Schauspiel in Berlin. Sein erstes Engagement führte ihn an die Landesbühne Hannover, von 1972 bis 1979 war er am Schauspiel Köln unter Vertrag. In Köln hatte er in der Zeit daneben sechs Jahre lang Unterricht im Stimmfach Bariton an der Hochschule für Musik und Tanz. Ab 1974 arbeitete er regelmäßig mit dem italienischen Regisseur Roberto Ciulli zusammen, mit dem er gemeinsam mit anderen Künstlern 1980 das Mülheimer Theater an der Ruhr gründete. Weitere Stationen des seit 1982 freiberuflich tätigen Aniol waren und sind neben anderen die Schauspielhäuser in Hamburg und Düsseldorf, die Berliner Schaubühne und das Ernst-Deutsch-Theater in Hamburg.
An der Schaubühne spielte Aniol in Stücken wie Lulu von Frank Wedekind, Drei Schwestern von Anton Tschechow oder Shakespeares Troilus und Cressida. Am Ernst-Deutsch-Theater gastierte er u. a. als Richard Strauss in Ronald Harwoods Stück Kollaboration und verkörperte die Figur des Emil Janning in der Bühnenadaption des US-amerikanischen Spielfilms Urteil von Nürnberg. Am Düsseldorfer Schauspielhaus war er neben anderen Inszenierungen in Die Gerechten von Albert Camus und Sean O’Caseys Das Ende vom Anfang zu sehen.
Ähnlich umfangreich wie seine Bühnentätigkeit sind auch Wolf Aniols Arbeiten für den Hörfunk, wo er bis heute in über 100 Produktionen als Sprecher zu hören war. Für das Fernsehen arbeitet er dagegen nur sporadisch, u. a. war er in den Krimireihen Tatort und Bella Block sowie in einigen Serien als Gastdarsteller zu sehen.

## Filmografie (Auswahl)
- 1984: Tatort: Kielwasser
- 1998: Stadtklinik – Fünfzig
- 1998: Männer!
- 2001: Der Ermittler – Der letzte Ausweg
- 2002: Doppelter Einsatz – Der Mörder in dir
- 2002: Einsatz in Hamburg – Stunde der Wahrheit
- 2003: Schattenlinie
- 2004: Bella Block: Das Gegenteil von Liebe
- 2019: Tatort: Spieglein, Spieglein

## Hörspiele (Auswahl)
- 1978: Im Zirkus – Regie: Raoul Wolfgang Schnell
- 1981: Mit leicht gestutzten Flügeln – Regie: Hein Bruehl
- 1983: Wohnrecht auf Lebenszeit – Regie: Burkhard Ax
- 1985: Vater Land – Regie: Dieter Carls
- 1985: Montagskinder – Regie: Hein Bruehl
- 1986: Wie ein Wasserhahn – Regie: Hein Bruehl
- 1986: Taxi zum Tod – Regie: Hans Neubert
- 1986: Wohin mit der Leiche – Regie: Burkhard Ax
- 1987: Usverkauf – Regie: Manfred Brückner
- 1987: Der alte Fuchs und der junge Wolf – Regie: Klaus Wirbitzky
- 1987: Angelus – Regie: Gerhard Rühm
- 1988: Breidenbach – Regie: Burkhard Ax
- 1988: Schatten über dem Potala – Regie Hans Jörg Pittrich
- 1988: Demaskierung – Regie: Christoph Pragua
- 1988: Silberhochzeit – Regie: Dieter Köhler
- 1989: Blackbox B1 (2. Folge: Das Spielbein muß in die Zukunft weisen) – Regie: Klaus-Dieter Pittrich
- 1989: Achtung Aufnahme! – Regie: Klaus Wirbitzky
- 1990: Das Wunderkind – eine Groteske – Regie: Klaus-Dieter Pittrich
- 1990: Große Komponisten – Regie: Norbert Schaeffer
- 1990: Allein Gottes Wort – Regie: Manfred Brückner
- 1991: Poil de Carotte/Karottenkopf – Regie: Hein Bruehl
- 1992: Für alle Länder – For all countries – Pour tous pays – Regie: Hein Bruehl
- 1993: Menelaos betritt den Borsigplatz – Regie: Klaus-Dieter Pittrich
- 1993: Der Mann im Heu – Regie: Hans Gerd Krogmann
- 1993: Wirklich bestialisch – Regie: Holger Rink
- 1993: Gyges und Kandaules – Regie: Hans Gerd Krogmann
- 1993: Der Affe und die Alte (3. Teil: Die Rache der Heuschrecken) – Regie: Burkhard Ax
- 1993: Letzte Liebe oder Die Spiegelfalle – Regie: Hans Gerd Krogmann
- 1995: Von der Landschaft zur Klanglandschaft. Eine akustische Reise – Regie: Hein Bruehl
- 1996: Die Chinesin aus Manhattan – Regie: Dieter Carls
- 1998: Die Morde der Anderen – Regie: Andrea Getto
- 1998: Die Rothaarige (1. und 2. Teil) – Regie: Leonhard Koppelmann
- 1999: Ich bin und werde glücklich sein – Regie: Petra Feldhoff
- 1999: Die Vorleserin – Regie: Hans Helge Ott
- 1999: Die Abenteuer und Irrfahrten des Odysseus (1. – 6. Teil) – Regie: Joachim Sonderhoff
- 2000: We Are A Happy Family (1. und 2. Teil) – Regie: Hans Helge Ott
- 2002: Prometheus (Teile 6, 8–10 und 14) – Regie: Hans Gerd Krogmann
- 2002: Der lange Sturz – Regie: Hans Gerd Krogmann
- 2002: Krupp oder die Erfindung des bürgerlichen Zeitalters (3. Teil) – Regie: Norbert Schaeffer
- 2003: Die Nibelungen – Regie: Leonhard Koppelmann
- 2004: Sweeter Than Roses. Purcells Traum von König Artus – Regie: Beate Andres
- 2005: Brabant (1. – 3. Teil) – Regie: Hans Helge Ott
- 2006: Die Minute mit Paul McCartney – Regie: Christiane Ohaus
- 2006: Gottfried Seelenlos – Regie: Burkhard Ax
- 2007: Zarah Leander – Honig aus dem Maul des Löwen (1. – 3. Teil) – Regie: Claudia Johanna Leist
- 2007: Der Orientzyklus (8. Teil) – Regie: Walter Adler
- 2007: Das Nibelungenlied (2. Teil) – Regie: Beate Andres
- 2011: Auf die Sekunde – Regie: Annette Kurth
- 2013: Tierische Profite – Regie: Uwe Schareck
- 2013: Angst – Regie: Ute Welteroth
- 2014: Klaus Barbie – Begegnung mit dem Bösen – Regie: Leonhard Koppelmann
- 2015: Jetzund kömpt die Nacht herbey – Regie: Claudia Johanna Leist
- 2016: BetaVille – Regie: Thomas Leutzbach